# Seleção Peruana de Futebol Sub-20
A Seleção Peruana de Futebol Sub-20, também conhecida por Peru Sub-20, é a seleção Peruana de futebol formada por jogadores com idade inferior a 20 anos.
Sua organização está a cargo da Federação Peruana de Futebol, que é membro da Confederação Sul-Americana de Futebol e da FIFA.

## Elenco atual
Abaixo todos os jogadores que foram convocados para a disputa do Campeonato Sul-Americano de Futebol Sub-20 de 2015. 
| No. | Pos. | Jogador                | Idade                             | Jogos | Gols | Clube                     |
| --- | ---- | ---------------------- | --------------------------------- | ----- | ---- | ------------------------- |
| 1   | GR   | Carlos Grados          | 15 de maio de 1995 (19 anos)      |       |      | Sporting Cristal          |
| 2   | D    | Luis Abram             | 27 de fevereiro de 1996 (18 anos) |       |      | Sporting Cristal          |
| 3   | D    | Brian Bernaola         | 17 de janeiro de 1995 (19 anos)   |       |      | Sporting Cristal          |
| 4   | D    | Aldair Ramos           | 12 de agosto de 1995 (19 anos)    |       |      | Alianza Lima              |
| 5   | D    | Francisco Duclós       | 29 de janeiro de 1996 (18 anos)   |       |      | Celta de Vigo B           |
| 6   | D    | Alexis Cossio          | 11 de fevereiro de 1995 (19 anos) |       |      | Sporting Cristal          |
| 7   | D    | Fernando Canales       | 13 de abril de 1995 (19 anos)     |       |      | Alianza Lima              |
| 8   | M    | Renzo Garcés           | 12 de junho de 1996 (18 anos)     |       |      | Universidad San Martín    |
| 9   | A    | Alexander Succar       | 12 de agosto de 1995 (19 anos)    |       |      | Sporting Cristal          |
| 10  | M    | Sergio Peña            | 28 de setembro de 1995 (19 anos)  |       |      | Granada B                 |
| 11  | A    | Aurelio Gonzales-Vigil | 1 de março de 1996 (18 anos)      |       |      | Melgar                    |
| 12  | GR   | Daniel Prieto          | 19 de setembro de 1995 (19 anos)  |       |      | Alianza Lima              |
| 13  | D    | Diego Zurek            | 25 de maio de 1996 (18 anos)      |       |      | Universidad San Martín    |
| 14  | M    | Pedro Aquino           | 13 de abril de 1995 (19 anos)     |       |      | Sporting Cristal          |
| 15  | D    | Jeremy Rostaing        | 3 de maio de 1995 (19 anos)       |       |      | Universidad César Vallejo |
| 16  | D    | Aldair Perleche        | 4 de junho de 1995 (19 anos)      |       |      | Juan Aurich               |
| 17  | A    | Luiz da Silva          | 28 de dezembro de 1996 (18 anos)  |       |      | Sporting Cristal          |
| 18  | D    | Andy Reátegui          | 14 de junho de 1995 (19 anos)     |       |      | Universitario de Deportes |
| 19  | A    | Adrián Ugarriza        | 1 de janeiro de 1997 (18 anos)    |       |      | Universidad San Martín    |
| 20  | M    | Enmanuel Páucar        | 9 de agosto de 1996 (18 anos)     |       |      | Universitario de Deportes |
| 21  | GR   | Karlo Sánchez          | 21 de março de 1995 (19 anos)     |       |      | Unión Huaral              |
| 22  | M    | Miguel Carranza        | 3 de novembro de 1995 (19 anos)   |       |      | Unión Comercio            |
| 23  | A    | Roberto Siucho         | 7 de fevereiro de 1997 (17 anos)  |       |      | Universitario de Deportes |